# Méthionine
La méthionine (abréviations IUPAC-IUBMB : Met et M) est un acide α-aminé dont l'énantiomère L est l'un des 22 acides aminés protéinogènes, et l'un des 9 acides aminés essentiels pour l'Homme. Elle est encodée sur les ARN messagers par le codon AUG. Elle est caractérisée par la présence d'un atome de soufre engagé dans une fonction thioéther. Son groupe méthyle –CH3 intervient dans de nombreuses réactions de méthylation du métabolisme.
Elle joue un rôle critique dans la reproduction, le développement cellulaire et la méthylation de l'ADN et des protéines.

## Rôles biologiques
La méthionine joue un rôle particulier dans la biosynthèse des protéines, puisque toutes les chaînes protéiques démarrent par l'incorporation d'une méthionine en position N-terminale. D'autres résidus méthionine peuvent ensuite être incorporés de manière interne à la chaîne polypeptidique.
La première méthionine des protéines n'est pas toujours retrouvée dans les protéines terminées. Elle est en effet fréquemment clivée par une enzyme spécifique appelée méthionine aminopeptidase.
La méthionine joue aussi un rôle important dans les réactions cellulaires de méthylation. L'activation du soufre du groupement -S-CH3 dans la S-adénosylméthionine fait du méthyle un bon groupement partant qui peut alors être transféré sur divers substrats par des méthyltransférases.

Le cycle de Yang.

Cet acide aminé est aussi utilisé par les plantes pour synthétiser l'éthylène. Ce processus est connu sous le nom de cycle de Yang ou cycle de la méthionine.
Elle est également utilisée comme antidote au paracétamol : 100 mg de méthionine pour 500 mg de paracétamol.

## Dérivés de la méthionine
La méthionine est le précurseur de la S-adénosylméthionine ou SAM, un métabolite essentiel des réactions de transfert de méthyle dans la cellule. La SAM est une forme activée de la méthionine où le méthyle du thioéther devient un groupement partant utilisé pour méthyler l'ADN, l'ARN ou les protéines.
Le soufre de la méthionine est sensible à l'oxydation qui donne lieu à deux dérivés : la méthionine sulfone et la méthionine sulfoxyde.

## Formation et rôle de lavitamine B12
La vitamine B12 agit en tant que coenzyme dans la synthèse de méthionine. En effet, c'est sous la forme de l'enzyme méthyl B12 qu'un groupement méthyl est ajouté à l'homocystéine pour former la méthionine. Le donneur de méthyl se trouve être le méthyl tétrahydrofolate (méthyl THF).
On remarque donc l'importance de la vitamine B12 à la formation de l'ADN. Voilà pourquoi une déficience en vitamine B12 peut entraîner des désordres importants, comme l'anémie de type mégaloblastique.

## Maladies métaboliques
La dégradation de la méthionine est altérée dans les maladies métaboliques suivantes:
- Acidémie méthylmalonique
- Acidémie propionique
- Acidurie combinée malonique et méthylmalonique (CMAMMA)
- Homocystinurie

## Sources alimentaires
On trouve d'importantes quantités de méthionine dans :
1. les noix du Brésil (1 124 mg/100 g) ;
2. les viandes rouges maigres (980 mg/100 g) ;
3. Parmesan et gruyère (960 mg/100 g) ;
4. les viandes blanches (poulet ou dinde) (920mg/100g) ;
5. le porc (850 mg/100 g) ;
6. les poissons (thon, saumon, maquereau) (835 mg/100 g, les boites à l'huile sont plus riches en méthionine que celles au naturel ou cru) ;
7. les graines de sésame (585 mg/100 g) ;
8. le tofu (211 mg/100 g) ;
9. les œufs durs (390 mg/100 g) ;
10. le yogourt (170 mg/100 g).

La méthionine est très utilisée dans l'alimentation animale, et la recherche en biotechnologie tente de trouver des moyens de la produire autrement qu'avec du pétrole, avec un soutien financier et stratégique de l'Europe et non sans susciter des craintes en matière d'éthique environnementale, en raison des risques liés aux biotechnologies et d'une demande sociale inexistante, voire opposée à l'artificialisation de la production de nourriture,.

## Producteurs
L'un des premiers producteurs (forme liquide : Methionine Hydroxy Analog qui peut agir sur la lactation, et forme poudre) est Adisseo, dont l'histoire commence à Commentry (en France) en 1939 avec une société « Alimentation Équilibrée », productrice d’additifs pour l'alimentation du bétail, créée par un polytechnicien (Marcel Lingot), dont méthionine et vitamine A. L'entreprise a été rachetée en 1971 par Rhône-Poulenc (devenant la « Division Animale » du groupe, qui ajoute à ses 3 usines européennes, dans les années 1980, une usine aux États-Unis. Adisseo devient autonome en 2002, avec un pôle recherche à Commentry (Centre d’Expertise et de Recherche en Nutrition).
En 2006, le groupe chinois BlueStar (Chimie) achète Adisseo et crée CINAbio (centre de R&D en biotechnologies) à Toulouse. Une nouvelle usine est prévue en Chine. En 2011, Adisseo/BlueStar dispose d'environ 1200 employés dans le monde.

## Production biologique
La méthionine est le seul acide aminé produit via des processus chimiques à partir d'un dérivé de pétrole.
La méthionine d'origine biologique (produite par une souche d'Escherichia coli génétiquement modifiée) a été autorisée par la FDA en janvier 2015 pour tous les types d'alimentation animale. L'EFSA l'a autorisée quant à elle en 2013.